# Mehringdamm

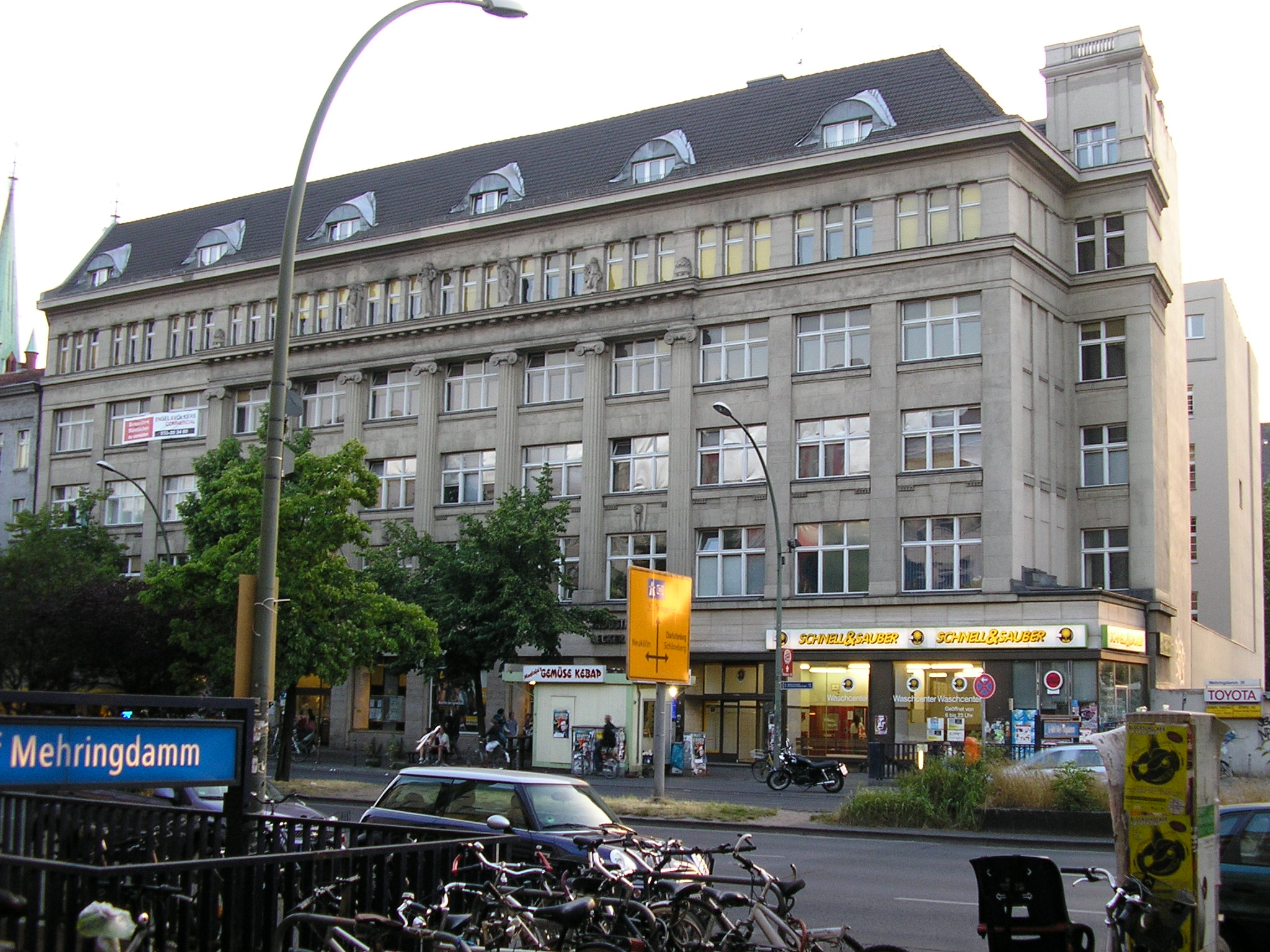
Mehringdamm med tunnelbanenedgång

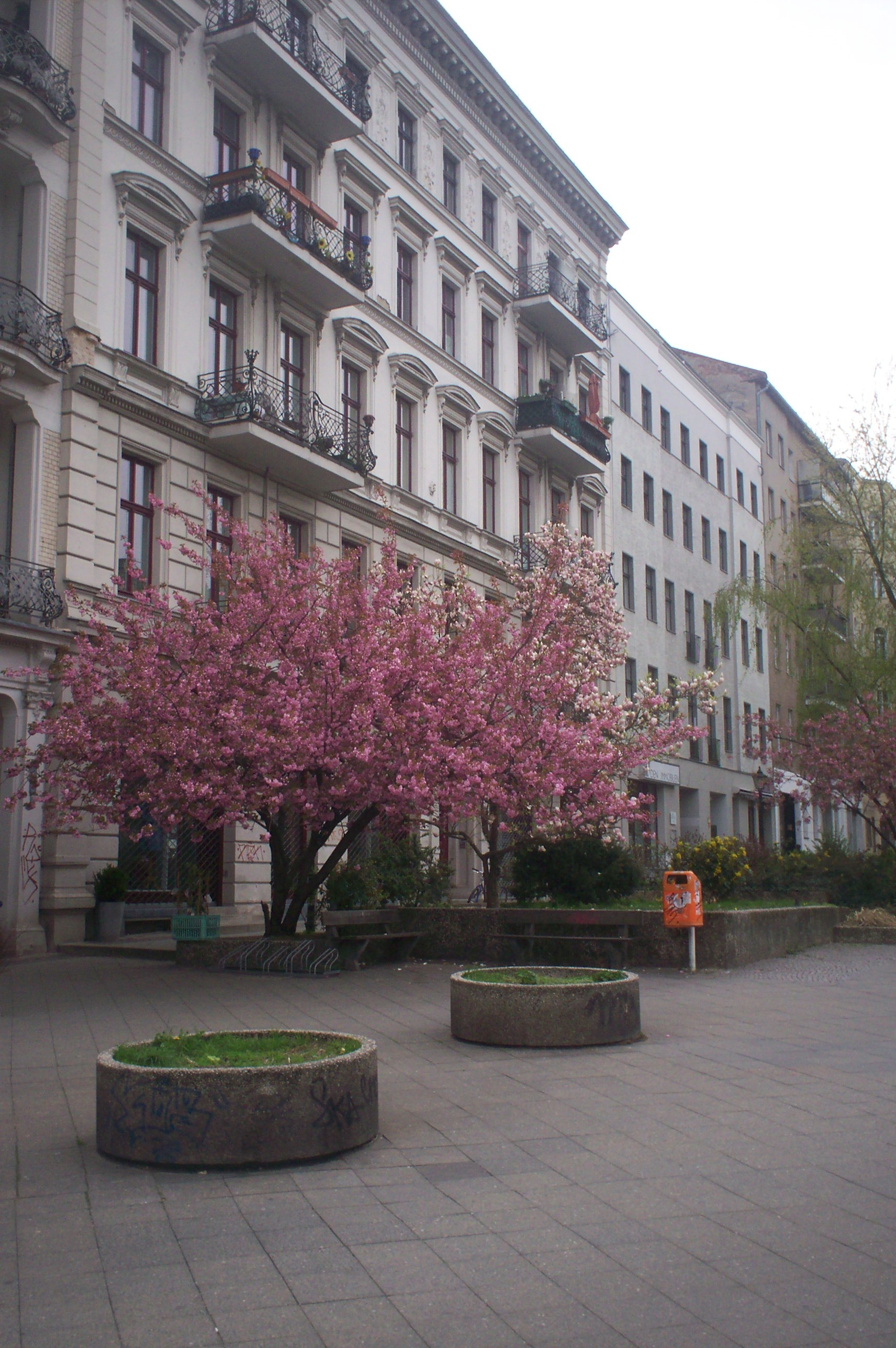
Mehringdamm

Mehringdamm är en 1,5 kilometer lång genomfartsgata och ett populärt promenadstråk i stadsdelen Kreuzberg i Berlin. Gatan fick sitt nuvarande namn 1947, efter Franz Mehring. Den är en del av förbundsvägen Bundesstrasse 96 och går i nord-sydlig riktning. Tunnelbanestationen Mehringdamm finns på samma gata.

## Historia
Mehringdamm är skapad utifrån en gammal landsväg från Berlins centrum över Tempelhof till Grossbeeren och vidare söderut. I början av 1800-talet byggdes gatan ut och fick namnet Tempelhofer Straße. Gatan döptes till Belle-Alliance-Straße efter det dåtida tyska namnet för slaget vid Waterloo och fick efter andra världskriget namnet Franz-Mehring-Straße. Sedan 1947 bär gatan namnet Mehringdamm.

## Kända personer som bott på Mehringdamm
- Gottfried Benn, poet, bodde på nuvarande Mehringdamm 38 mellan 1917 och 1935
- Theodor Fontane, författare, bodde här med familjen 1859–1863.
- Leopold Wölfling, f.d. ärkehertig Leopold av Österrike, bodde på nuvarande Mehringdamm 119 från 1933 till sin död 1935.

## Bildgalleri

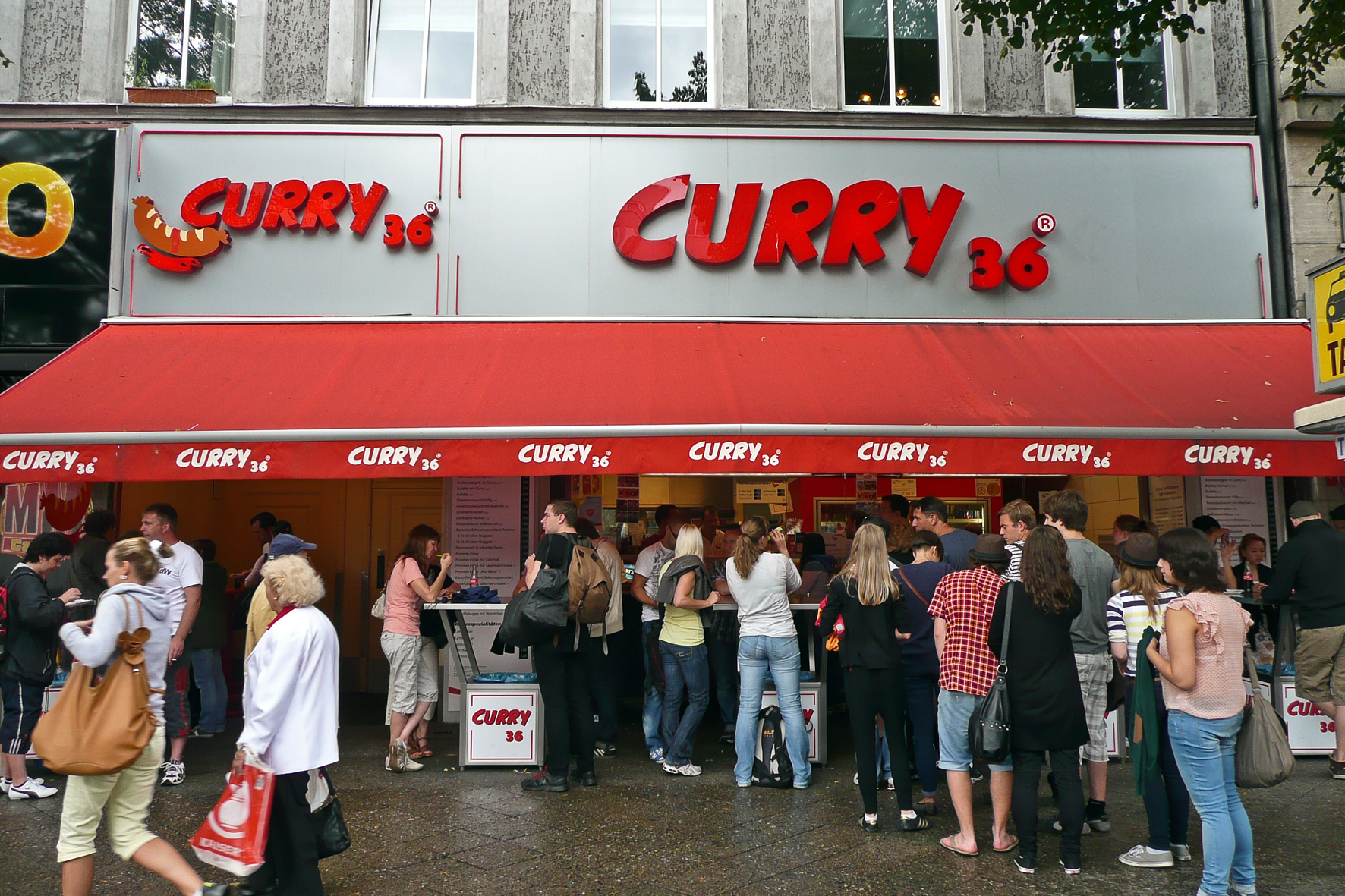
Curry 36

## Angränsande gator och platser
I ordning från norr till söder:
- I norra änden ansluter Wilhelmstrasse norrut vid Mehringbrücke över Landwehrkanal.
- Yorckstrasse (västerut) och Gneisenaustrasse (österut).
- Bergmannstrasse (österut).
- I södra änden vid Platz der Luftbrücke ansluter Dudenstrasse (V), Columbiadamm (Ö) och Tempelhofer Damm (S).